# سفارة المكسيك في التشيك
سفارة المكسيك في التشيك هي أرفع تمثيل دبلوماسي لدولة المكسيك لدى التشيك. تقع السفارة في براغ وهي تهدف لتعزيز المصالح المكسيكية في التشيك.

## وصلات خارجية
- قائمة سفارات المكسيك
- قائمة السفارات في التشيك